# چیسوویتس
چیسوویتس (به لهستانی:  Cisowiec) یک روستا در لهستان است که در گمینا بالیگرود واقع شده‌است.